# 三日月陣屋
三日月陣屋（みかづきじんや）は、播磨国佐用郡三日月（現・兵庫県佐用郡佐用町）にあった日本の陣屋。別名を乃井野陣屋（のいのじんや）という。三日月藩森氏の陣屋。

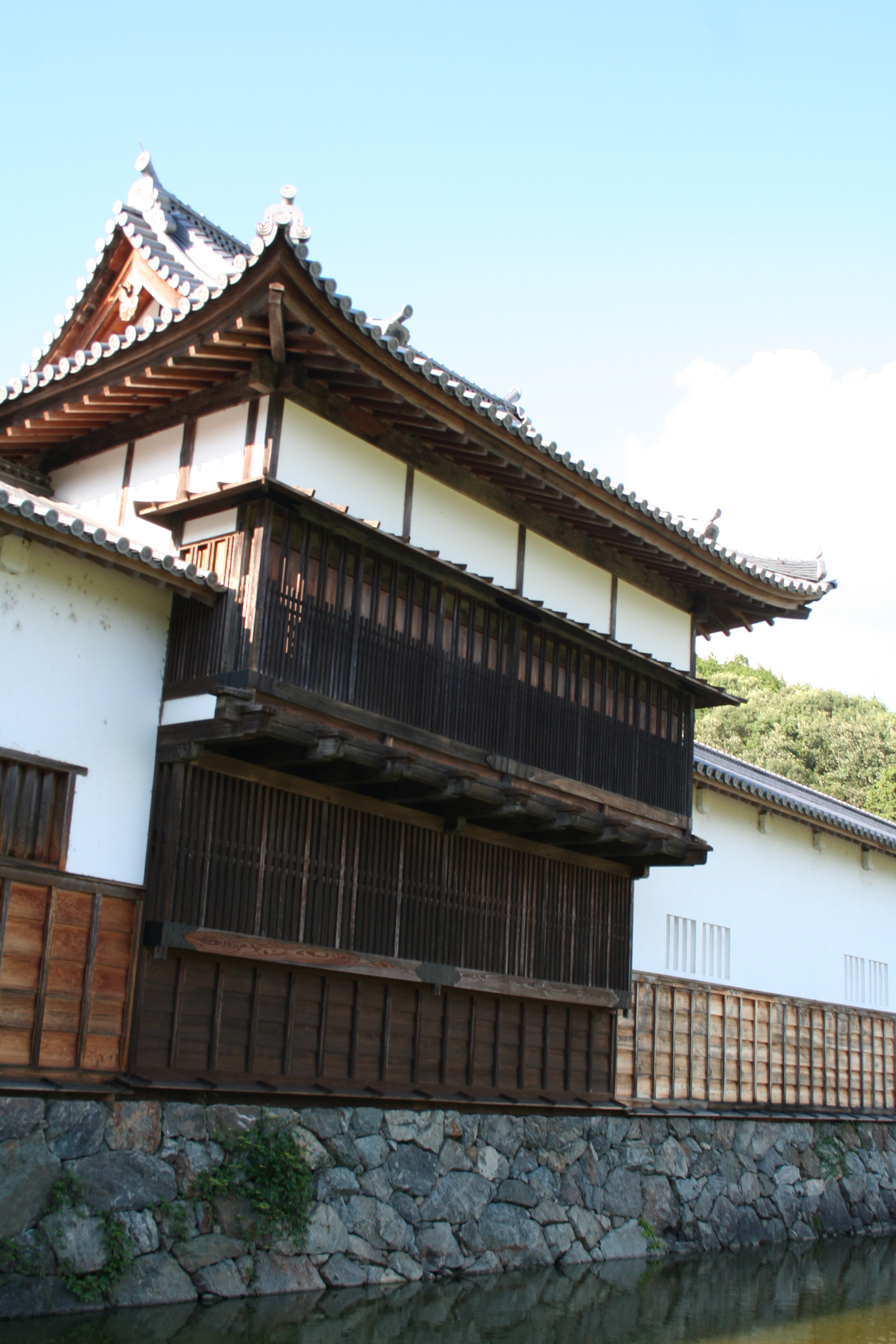
現存建築の物見櫓

## 歴史
1697年（元禄10年）に美作津山藩森家は無嗣断絶となった。ただし、幕府は長継に新たに備中西江原藩2万石を与えることで、森氏の存続を許した（のちに播磨国赤穂藩）。その分家であった美作津山新田藩主森長俊は、播磨国佐用郡、揖西郡、宍粟郡65ヶ村1万5千石に領地替えされた。
翌1698年（元禄11年）に長俊は領地入りし、藩庁の陣屋と家臣屋敷の建設に着手した。その候補地が乃井野村であり、三日月陣屋である。1700年（元禄13年）にはほぼ完成した。以後森家は9代続き、俊滋の時明治維新を迎えている。戊辰戦争では官軍に付いて参戦している。
1871年（明治4年）の廃藩置県により、藩庁としての役目を終え解体された。その中で物見櫓と長屋は小学校に移築され、公民館として使用されていた。
2003年（平成15年）物見櫓、長屋が原位置に戻され、付属する中御門、通用門、橋などが一体的に復元された。
江戸時代の遺構である物見櫓は三日月藩乃井野陣屋館となっている。
2018年（平成30年）西法寺に移築されていた表門が原位置に戻されて整備された。

## 遺構
- 土塁・石垣
- 陣屋表門
- 物見櫓 - 三日月藩創建当初には無かったとされる[3]。
- 中御門（長屋門）と堀 - 一層の櫓門。水堀に石橋が架かる。

## 交通
- JR姫新線・三日月駅から徒歩12分
- •中国自動車道・佐用ICから約15分

## 関連資料
- 歴史群像シリーズ「よみがえる日本の城」第4巻、学習研究社、2004年 ISBN 4056034427